# Каньйон (планетна номенклатура)
Каньйон у планетній номенклатурі (лат. chasma, у множині chasmata, читається «хасма», «хасмата») — глибока видовжена депресія з крутими схилами. Станом на жовтень 2020 року затверджені Міжнародним астрономічним союзом назви мають 122 каньйони та системи каньйонів на 10 тілах Сонячної системи: на Венері (63), на Марсі (25), на супутниках Сатурна — Мімасі (6), Тефії (2), Діоні (8), Реї (5), на супутниках Урана — Аріелі (7), Титанії (2), Обероні (1), а також на супутнику Плутона Хароні (3). Прикладом є каньйон Іо (Ius Chasma) на Марсі.

## Марс
Нижче наведені зображення деяких основних каньйонів Марса. 

### Внутрішні шаруваті відклади і сульфати
Частини дна каньйону Кандор містять шаруваті відклади, які називають внутрішніми шаруватими відкладами. Ці шари могли утворитися, коли вся територія була гігантським озером. Деякі місця на Марсі містять гідратовані сульфатні відклади. Утворення цих відкладів передбачає наявність води. Апарат Європейського космічного агентства Марс-Експрес знайшов ознаки присутності таких гідратованих сульфатних мінералів як епсоміт та кізерит.

### Пласти
Скелі стін каньйонів майже завжди містять нашарування пластів. Деякі пласти виглядають твердішими, ніж інші. На зображенні пластів каньйону Ганг, зробленому камерою HiRISE (High Resolution Imaging Science Experiment, або ж — Науковий експеримент з високою роздільною здатністю), видно, що верхні світлі відклади розмиваються набагато швидше ніж нижчі темні шари. Деякі скелі на Марсі демонструють кілька темних шарів, що виділяються і є часто розбитими на окремі великі шматки, вважається, що вони сформовані твердою вулканічною породою. Приклад твердих шарів у стіні каньйону в Копратесі наведено на зображенні нижче, зробленому Mars Global Surveyor. Через свою близькість до вулканічного регіону Тарсис шари гірських порід, ймовірно, є утворені поступовим нащаруванням потоків лави, можливо, змішаних з відкладами вулканічного попелу, який випадав з повітря після великих вивержень. Гірські пласти стін каньйонів зберігають довгу геологічну історію Марса. Як було вказано вище, темні пласти можуть бути зумовлені потоками лави. Темна базальтова вулканічна порода є поширеною на Марсі. Світліші відклади могли виникнути внаслідок діяльності річок, озер, або відкладень вулканічного попелу, піску чи пилу, що розносились вітром. Марсоходи знайшли гірські породи світлого тону, що містять сульфати. Так як сульфатні відклади могли утворитись у воді, вони представляють великий інтерес для вчених, оскільки ці породи можуть містити сліди давнього життя.

### Каньйон Гебес і гідратовані відклади
Велика закрита долина каньйону Гебес, можливо, колись містила воду. Там були знайдені гідратовані мінерали. Існує думка, що масштабні підземні джерела підземних вод у різний час виривались на поверхню, утворюючи відклади, що називають світлими відкладами ( Light Toned Deposits, скорочено — LTD's). Деякі вчені припускають, що там можна знайти наявні або скам'янілі форми життя, оскільки ці відклади є відносно молодими.

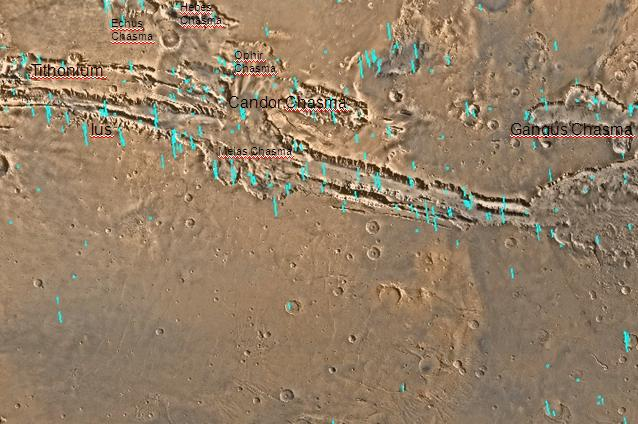
Мапа чотирикутника Копрат з деталями долини Марінера, набільшої системи каньйонів у Сонячній системі. Деякі з каньйонів можливо були колись заповнені водою. Положення деяких основних каньйонів вказане на мапі.
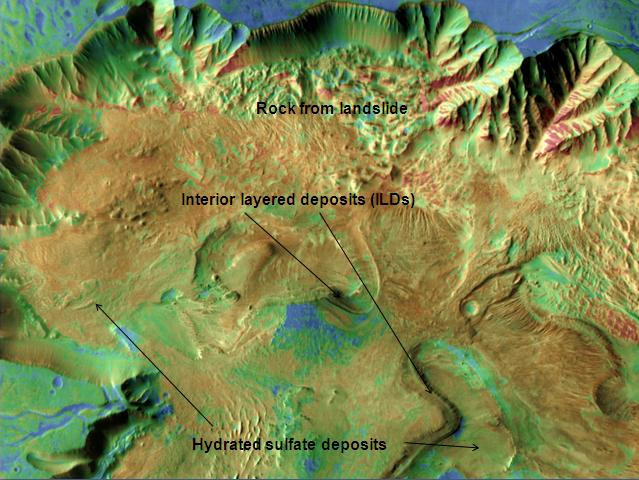
Псевдокольорове зображення каньйон Кандор з вказаним положенням гідратованих сульфатних відкладів. Знімок THEMIS. Червоний колір відповідає скелям, зелений і синій вказує на піщані, запилені ділянки.
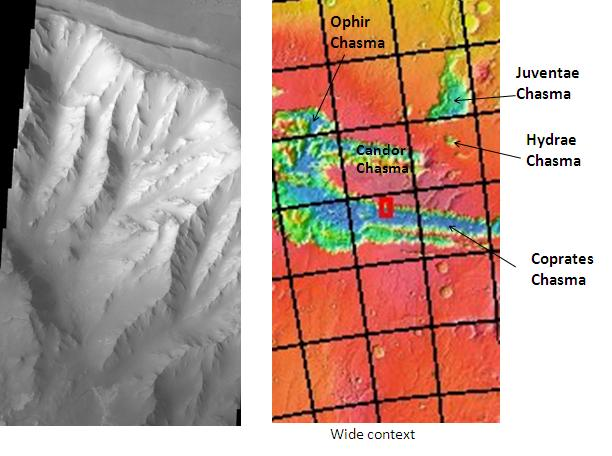
Каньйон Мелас, знімок THEMIS.
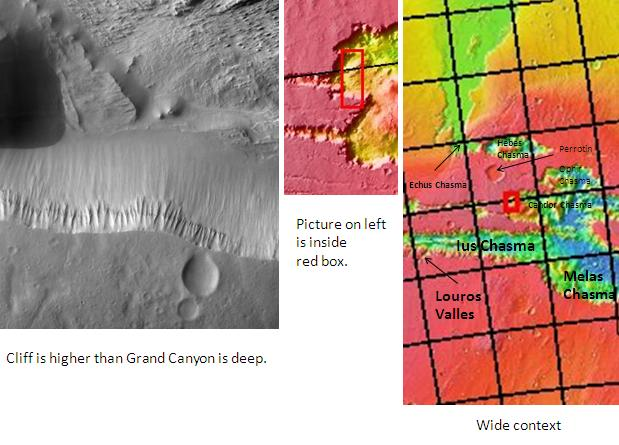
Скеля в каньйоні Кандор, знімок THEMIS.
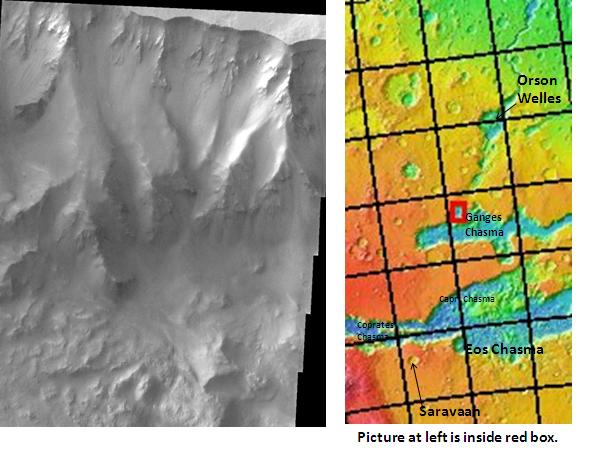
Скеля в північній стіні каньйону Ганг, знімок THEMIS.
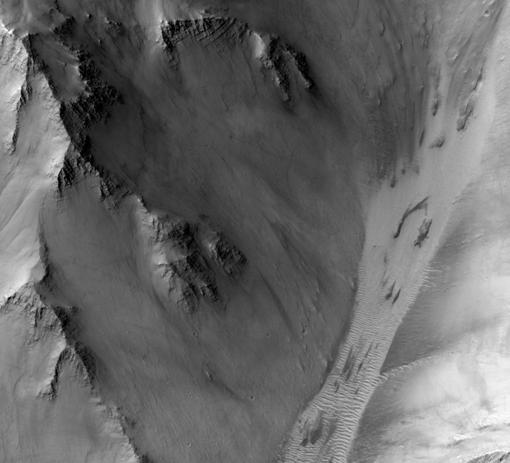
Каньйон Іо, знімок HiRISE.
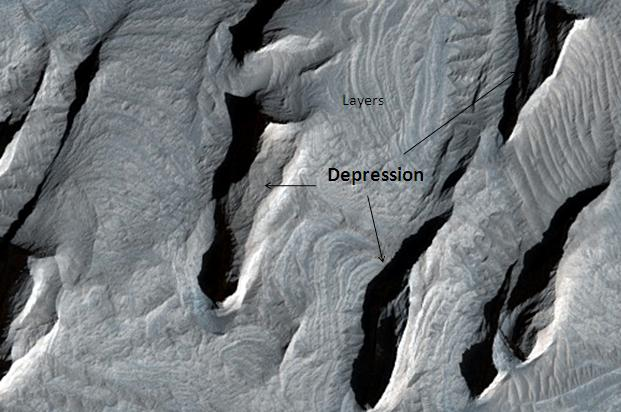
Пласти Tithonium Chasma, знімок HiRISE.
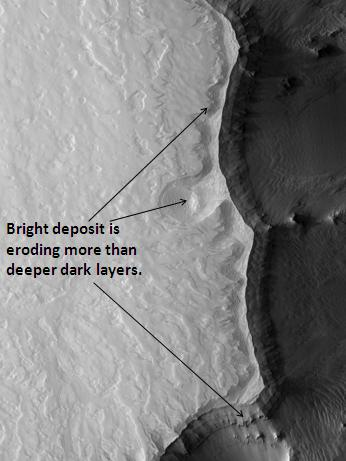
Пласти каньйону Ганг, знімок HiRISE.